# The Eight Dimensions
The Eight Dimensions (Giản thể: 八度空间; phồn thể: 八度空間; tiếng Việt: Bát Độ Không Gian) là album phòng thu thứ ba của ca sĩ Người Đài Loan Châu Kiệt Luân, được phát hành ngày 18 tháng 7 năm 2002 bởi BGM Taiwan.
Album nhận được năm đề cử tại lễ trao giải Kim Khúc. Đồng thời cũng nhận được một giải IFPI Hong Kong Top Sales Music cho Album tiếng Quan thoại bán chạy nhất năm.
Các ca khúc trong album, "Ám Hiệu", "Trở Về Quá Khứ", "Chiến Dịch Cuối Cùng", lần lượt xếp ở vị trí số 1, số 5, và số 42 trong danh sách 100 ca khúc của năm do Hit FM tổ chức bình chọn năm 2002.

## Danh sách nhạc phẩm trong album
Tất cả nhạc phẩm được soạn bởi Châu Kiệt Luân.
| STT              | Nhan đề                                  | Phổ lời          | Thời lượng |
| ---------------- | ---------------------------------------- | ---------------- | ---------- |
| 1.               | "Bán Thú Nhân" (半獸人)                  | Phương Văn Sơn   | 4:05       |
| 2.               | "Hộp Sắt Bán Đảo" (半島鐵盒)             | Châu Kiệt Luân   | 5:17       |
| 3.               | "Ám Hiệu" (暗號)                         | Hứa Thế Sương    | 4:28       |
| 4.               | "Long Quyền" (龍拳)                      | Phương Văn Sơn   | 4:32       |
| 5.               | "Tàu Hỏa Rời Khỏi Vị trí" (火車叨位去)   | Phương Văn Sơn   | 4:34       |
| 6.               | "Phân Li" (分裂)                         | Châu Kiệt Luân   | 4:12       |
| 7.               | "Trà Ông Nội Pha" (爺爺泡的茶)           | Phương Văn Sơn   | 3:57       |
| 8.               | "Trở Về Quá Khứ" (回到過去)              | Lưu Canh Hồng    | 3:51       |
| 9.               | "Thợ Rèn Nhỏ Thành Milan" (米蘭的小鐵匠) | Phương Văn Sơn   | 3:58       |
| 10.              | "Chiến Dịch Cuối Cùng" (最後的戰役)      | Phương Văn Sơn   | 4:11       |
| Tổng thời lượng: | Tổng thời lượng:                         | Tổng thời lượng: | 43:05      |

## Giải thưởng
| Giải thưởng   | Hạng mục đề cử                   | Đối tượng nhận đề cử                              | Kết quả |
| ------------- | -------------------------------- | ------------------------------------------------- | ------- |
| Giải Kim Khúc | Album nhạc pop hay nhất          | The Eight Dimensions                              | Đề cử   |
| Giải Kim Khúc | Nhà sản xuất album xuất sắc nhất | Châu Kiệt Luân cho The Eight Dimensions           | Đề cử   |
| Giải Kim Khúc | Nhà viết ca từ xuất sắc nhất     | Phương Văn Sơn cho ca khúc "Trà Ông Nội Pha"      | Đề cử   |
| Giải Kim Khúc | Biên khúc xuất sắc nhất          | Hồng Kính Nghiêu cho ca khúc "Long Quyền"         | Đề cử   |
| Giải Kim Khúc | Biên khúc xuất sắc nhất          | Chung Hưng Dân cho ca khúc "Chiến Dịch Cuối Cùng" | Đề cử   |